# توموا آنایی
توموا آنایی (انگلیسی: Tumua Anae؛ زادهٔ ۱۶ اکتبر ۱۹۸۸) بازیکن واترپلو اهل ایالات متحده آمریکا است.
وی در مسابقات کشوری و بین‌المللی در مجموع برندهٔ ۲ مدال طلا شده‌است.